# RSG
RSG (Radio Sonder Grense) – południowoafrykańska stacja radiowa nadająca w języku afrikaans. Rozmowy przeplatają się z muzyką, z której 60% jest w języku angielskim, a 40% w języku afrikaans. Na stronie stacji publikowana jest lista najlepiej sprzedających się wydawnictw muzycznych na CD SA Top 20.